# Смітфілд (Кентуккі)
Смітфілд (англ. Smithfield) — місто (англ. city) в США, в окрузі Генрі штату Кентуккі. Населення — 124 особи (2020).

## Географія
Смітфілд розташований за координатами 38°23′12″ пн. ш. 85°15′17″ зх. д. / 38.38667° пн. ш. 85.25472° зх. д. (38.386762, -85.254735).  За даними Бюро перепису населення США в 2010 році місто мало площу 0,35 км², з яких 0,35 км² — суходіл та 0,00 км² — водойми.

## Демографія
Згідно з переписом 2010 року, у місті мешкало 106 осіб у 46 домогосподарствах у складі 26 родин. Густота населення становила 300 осіб/км².  Було 51 помешкання (144/км²).
Расовий склад населення:
| - 96,2 % — білих - 1,9 % — корінних американців - 0,9 % — чорних або афроамериканців |

До двох чи більше рас належало 0,9 %. Частка іспаномовних становила 0,9 % від усіх жителів.
За віковим діапазоном населення розподілялося таким чином: 23,6 % — особи молодші 18 років, 62,2 % — особи у віці 18—64 років, 14,2 % — особи у віці 65 років та старші. Медіана віку мешканця становила 34,5 року. На 100 осіб жіночої статі у місті припадало 125,5 чоловіків;  на 100 жінок у віці від 18 років та старших — 118,9 чоловіків також старших 18 років.
Середній дохід на одне домашнє господарство  становив 97 409 доларів США (медіана — 45 313), а середній дохід на одну сім'ю — 37 188 доларів (медіана — 31 667). За межею бідності перебувало 15,2 % осіб, у тому числі 66,7 % дітей у віці до 18 років та 9,5 % осіб у віці 65 років та старших.
Цивільне працевлаштоване населення становило 49 осіб. Основні галузі зайнятості: освіта, охорона здоров'я та соціальна допомога — 28,6 %, мистецтво, розваги та відпочинок — 16,3 %, виробництво — 14,3 %.